# The Violet Burning
The Violet Burning is een Amerikaanse christelijke-rockband.
De band werd in 1989 in Orange County (Californië) opgericht door Michael J. Pritzl, die steeds de frontman van The Violet Burning is gebleven. De verdere bezetting is steeds wisselend geweest, ook verschoof de thuisbasis van de band naar Boston. De muziek van de band wordt onder meer als gitaarrock omschreven en het christelijk geloof is een belangrijk thema in het werk van The Violet Burning. De muziek van de band is via onafhankelijke platenlabels en in eigen beheer uitgebracht. Pritzl heeft ook een aantal soloprojecten gedaan.
De band heeft meermaals in Nederland opgetreden; zo stond The Violet Burning in 1992, 2000, 2001, 2004 en 2006 op het Flevo Festival en in 2013 op het Flavor Festival. Na dat optreden gaf de band een extra concert in Almere. Ook heeft de band onder meer in 2000 op het festival Winter Wonder Rock in Zwolle gestaan en in 2007 een concert gegeven in de Effenaar in Eindhoven.. In 2019 traden ze opnieuw op in Nederland, namelijk  op het Graceland Festival in Vierhouten.

## Discografie

### Albums en ep's
- Chosen (New Breed/Vineyard Music Group/Frontline Records, 1989)
- Strength (Bluestone Records, 1992)
- The Violet Burning (Domo Records, 1996)
- Demonstrates Plastic and Elastic (Ruby Electric, 1998)
- I Am a Stranger in This Place - An Experiment in Vibe (Sovereign Productions, 2000)
- Faith and Devotions of a Satellite Heart (Sovereign Productions, 2000)
- Fabulous Like You (als The Gravity Show) (Northern Records, 2002)
- This Is the Moment (Northern Records, 2003)
- Hollow Songs (als Michael Pritzl) (Northern Records, 2004) [ep]
- Drop-Dead (Northern Records, 2006)
- Mercy Songs (als Michael Pritzl; eigen beheer, 2010) [ep]
- The Story of Our Lives: TH3 FANTA5T1C MACH1N3 / Black as Death / Liebe über Alles – (cd-box, eigen beheer, 2011)
- The Story of Our Lives: Pentimento I en The Story of Our Lives: Pentimento II (eigen beheer, 2012)

### Live
- The Violet Underground Vol. 1: We Are Electric: Live Bootleg, Cornerstone 2000 (eigen beheer, 2001)
- The Violet Underground Vol. 2: Kissing the Sky: Live in the Netherlands and on Radio 3 (als Michael Pritzl, opgenomen in 1993; eigen beheer, 2011)
- The Violet Burning Live: The Loudest Sound in My Heart (eigen beheer, 2005)
- Sting Like Bees and Sing (live op het Cornerstone-festival, 2007; eigen beheer, 2009)
- Beneath a Blinding Light (eigen beheer, 2011)
- The Vault 1: Live in Kansas City, December 2006 (als Michael Pritzl; eigen beheer, 2013)